# Saleh Al-Sharabaty
Saleh Al-Sharabaty (Zarqa, 12 de setembro de 1998) é um taekwondista jordaniano, medalhista olímpico.

## Carreira
Al-Sharabaty começou a jogar taekwondo aos sete anos de idade no Jabal Amman Center. Formado em Marketing pela Universidade de Ciências Aplicadas, conquistou a medalha de prata nos Jogos Olímpicos de Verão de 2020 em Tóquio, após confronto na final contra o russo Maksim Khramtsov na categoria até 80 kg.